# Saint-Aubin-le-Guichard
Saint-Aubin-le-Guichard és un municipi francès situat al departament de l'Eure i a la regió de Normandia. L'any 2007 tenia 280 habitants.

## Demografia

### Població
El 2007 la població de fet de Saint-Aubin-le-Guichard era de 280 persones. Hi havia 118 famílies de les quals 28 eren unipersonals (12 homes vivint sols i 16 dones vivint soles), 39 parelles sense fills, 43 parelles amb fills i 8 famílies monoparentals amb fills.
La població ha evolucionat segons el següent gràfic:
Habitants censats

### Habitatges
El 2007 hi havia 173 habitatges, 117 eren l'habitatge principal de la família, 47 eren segones residències i 9 estaven desocupats. 169 eren cases i 2 eren apartaments. Dels 117 habitatges principals, 103 estaven ocupats pels seus propietaris, 12 estaven llogats i ocupats pels llogaters i 2 estaven cedits a títol gratuït; 2 tenien una cambra, 6 en tenien dues, 20 en tenien tres, 36 en tenien quatre i 53 en tenien cinc o més. 100 habitatges disposaven pel capbaix d'una plaça de pàrquing. A 53 habitatges hi havia un automòbil i a 54 n'hi havia dos o més.

### Piràmide de població
La piràmide de població per edats i sexe el 2009 era:
| Homes | Edats   | Dones |
| ----- | ------- | ----- |
| 0     | 95 o +  | 0     |
| 0     | 90 a 94 | 4     |
| 0     | 85 a 89 | 0     |
| 0     | 80 a 84 | 0     |
| 8     | 75 a 79 | 8     |
| 0     | 70 a 74 | 4     |
| 24    | 65 a 69 | 8     |
| 4     | 60 a 64 | 4     |
| 4     | 55 a 59 | 12    |
| 12    | 50 a 54 | 4     |
| 8     | 45 a 49 | 16    |
| 16    | 40 a 44 | 0     |
| 12    | 35 a 39 | 20    |
| 4     | 30 a 34 | 8     |
| 8     | 25 a 29 | 0     |
| 12    | 20 a 24 | 4     |
| 20    | 15 a 19 | 0     |
| 8     | 10 a 14 | 4     |
| 8     | 5 a 9   | 12    |
| 0     | 0 a 4   | 8     |

## Economia
El 2007 la població en edat de treballar era de 183 persones, 127 eren actives i 56 eren inactives. De les 127 persones actives 113 estaven ocupades (59 homes i 54 dones) i 14 estaven aturades (6 homes i 8 dones). De les 56 persones inactives 26 estaven jubilades, 14 estaven estudiant i 16 estaven classificades com a «altres inactius».

### Ingressos
El 2009 a Saint-Aubin-le-Guichard hi havia 123 unitats fiscals que integraven 294 persones, la mediana anual d'ingressos fiscals per persona era de 19.875,5 €.

### Activitats econòmiques
Dels 10 establiments que hi havia el 2007, 4 eren d'empreses de construcció, 1 d'una empresa de comerç i reparació d'automòbils, 1 d'una empresa d'informació i comunicació, 2 d'empreses de serveis i 2 d'entitats de l'administració pública.
Els 4 serveis als particulars que hi havia el 2009 eren fusteries.
L'any 2000 a Saint-Aubin-le-Guichard hi havia 15 explotacions agrícoles que ocupaven un total de 464 hectàrees.

## Poblacions més properes
El següent diagrama mostra les poblacions més properes.